# Martie 1991
Acest articol este generat integral pe baza informațiilor din articolul 1991 și este actualizat periodic de un robot.
 Editările făcute în articol vor fi șterse la următoarea actualizare! Dacă doriți să faceți modificări, editați articolul-sursă.

ianuarie -
februarie -
martie -
aprilie -
mai -
iunie -
iulie -
august -
septembrie -
octombrie -
noiembrie -
decembrie
Martie 1991 a fost a treia lună a anului și a început într-o zi de vineri.

## Evenimente
- 3 martie: Letonia și Estonia votează pentru independența față de Uniunea Sovietică.
- 15 martie: A luat ființă Fundația Europeană Nicolae Titulescu, cu scopul de a onora memoria marelui diplomat român, de a stimula și întreține interesul pentru viața și activitatea diplomatică a lui Nicolae Titulescu.

## Nașteri
- 6 martie: Aleksandar Dragović, fotbalist austriac
- 6 martie: Rodrigo Moreno, fotbalist spaniol
- 7 martie: Ekaterina Ilina, handbalistă rusă
- 8 martie: Vlăduța Lupău, interpretă română de muzică populară
- 8 martie: Róbert Mak, fotbalist slovac
- 10 martie: Mir (Bang Cheol-yong), cântăreț sud-coreean
- 10 martie: Mir, cântăreț sud-coreean
- 11 martie: Alessandro Florenzi, fotbalist italian
- 11 martie: Jack Rodwell (Jack Christian Rodwell), fotbalist englez
- 12 martie: Galin (Galin Petrov Gocev), cântăreț bulgar
- 12 martie: Galin, cântăreț bulgar
- 13 martie: Sabine Klimek, handbalistă română
- 14 martie: Facundo Ferreyra, fotbalist argentinian
- 14 martie: Gotoku Sakai, fotbalist japonez
- 15 martie: Nelu Nicolae, fotbalist român
- 16 martie: Taishi Taguchi, fotbalist japonez
- 17 martie: Răzvan Trandu, fotbalist român
- 18 martie: Hatem Abd Elhamed, fotbalist israelian
- 18 martie: Pierre-Hugues Herbert, jucător francez de tenis
- 19 martie: Aleksandr Kokorin, fotbalist rus
- 21 martie: Antoine Griezmann, fotbalist francez
- 22 martie: Gabriel Abraham, fotbalist român
- 24 martie: Ciprian Brata, fotbalist român
- 24 martie: Bogdan-Gruia Ivan, politician român
- 25 martie: Aurelian Chițu, fotbalist român
- 25 martie: Dina Garipova, cântăreață rusă
- 25 martie: Samia Yusuf Omar, atletă somaleză (d. 2012)
- 27 martie: Bartolomeu Jacinto Quissanga, fotbalist angolez
- 27 martie: Paul Țene, fotbalist român
- 28 martie: Florin Bejan, fotbalist român
- 28 martie: Ștefan Burghiu, fotbalist din R. Moldova
- 29 martie: Fabio Borini, fotbalist italian
- 29 martie: Bae Irene (n. Bae Joo-Hyun), cântăreață sud-coreeană
- 29 martie: N'Golo Kanté, fotbalist francez
- 29 martie: Bae Irene, cântăreață sud-coreeană

## Decese
- 2 martie: Serge Gainsbourg, 62 ani, muzician și actor francez de etnie evreiască (n. 1928)
- 4 martie: Ion Lăncrănjan, 62 ani, prozator român (n. 1928)
- 11 martie: Nicolae Matuși (aka Nicolaos Matussis), 91 ani, avocat aromân (n. 1899)
- 14 martie: Aladár Gerevich, 81 ani, scrimer olimpic maghiar (n. 1910)
- 15 martie: Miodrag Bulatović, 61 ani, scriitor muntenegrean (n. 1930)
- 18 martie: Maria Holban, 89 ani, istorică română (n. 1901)
- 20 martie: Dimitrie Onofrei, 93 ani, solist român de operă (tenor), (n. 1897)
- 26 martie: Ștefan Bălan, 78 ani, inginer român (n. 1913)
- 30 martie: Nikola Todev, 62 ani, actor bulgar de film (n. 1928)